# Anne Volk
Anne Volk (geboren am 8. Februar 1944 in Königsberg; gestorben am 6. Januar 2017 in Hamburg) war eine deutsche Journalistin, Chefredakteurin und Herausgeberin. Sie war die erste Frau, die die Redaktion der Frauenzeitschrift Brigitte leitete.

## Leben
Anne Volk wuchs mit vier älteren Brüdern in der Nähe von Stuttgart auf, ihr Vater war im Zweiten Weltkrieg gefallen. Nach dem Schulabschluss besuchte sie die Fachschule für Mode in Stuttgart.
Mit 22 Jahren wurde sie Moderedakteurin bei der Zeitschrift neue Mode. 1970 wechselte sie zur Zeitschrift Für Sie. Mit 28 Jahren wurde sie Chefredakteurin der neuen Mode und leitete die Redaktion acht Jahre lang. Als stellvertretende Chefredakteurin arbeitete sie bei den Frauenzeitschriften Petra und Freundin.
1985 übernahm sie die Chefredaktion der Brigitte. Zusätzlich wurde ihr 1994 die Geschäftsführung übertragen. Unter ihrer Leitung entstand als weitere Frauenzeitschrift Brigitte Woman sowie das Internetportal brigitte.de. Von 2002 bis Ende 2004 war sie als Herausgeberin der Zeitschriften der Brigitte-Gruppe tätig.
Viele Jahre gehörte sie dem Vorstand des Literaturhauses Hamburg an und war zuletzt stellvertretende Vorsitzende des Vereins.
Anne Volk war mit dem Kulturjournalisten Axel Hecht (1944–2013) verheiratet. Sie starb Anfang Januar 2017 nach langer schwerer Krankheit im Alter von 72 Jahren.

## Herausgeberschaften (Auswahl)
- Brigitte – unsere besten Menüs. Bassermann, München 2005, ISBN 3-8094-1795-5
- So finde ich meinen Stil. Goldmann, München 2004, ISBN 978-3-442-39063-2
- Brigitte-Ideal-Diät. Goldmann, München 2003, ISBN 978-3-442-39039-7
- Den Job will ich! Goldmann, München 2002, ISBN 978-3-442-39034-2
- Neue fettarme Küche für Genießer. Naumann und Göbel, Köln 2001, ISBN 978-3-625-10246-5
- Fitneß – ganz entspannt. Naumann und Göbel, Köln 1999, ISBN 978-3-625-10222-9
- Brigitte – Das große Weihnachtsbuch. Naumann und Göbel, Köln 1996, ISBN 978-3-625-10210-6
- Neue Mütter – neue Töchter. Mosaik-Verlag, München 1994, ISBN 978-3-576-10425-9
- Oh Baby… das hatte ich mir ganz anders vorgestellt. Mosaik-Verlag, München 1991 ISBN 978-3-576-03199-9